# Liphistius rufipes
Liphistius rufipes SCHWENDINGER, 1995 è un ragno appartenente al genere Liphistius della famiglia Liphistiidae.
Il nome del genere deriva dalla radice prefissoide greca λιπ-, lip-, abbreviazione di λιπαρός, liparòs cioè unto, grasso, e dal sostantivo greco ἰστίον, istìon, cioè telo, velo, ad indicare la struttura della tela che costruisce intorno all'apertura del cunicolo.
Il nome proprio deriva dal latino rufipes, parola composta dall'aggettivo rufus. -a, -um, che significa rossiccio, fulvo e dal sostantivo pes, cioè zampa, ad indicare il colore rosso della zampe.

## Caratteristiche
Ragno primitivo appartenente al sottordine Mesothelae: non possiede ghiandole velenifere, ma i suoi cheliceri possono infliggere morsi piuttosto dolorosi.

## Distribuzione
Questa specie è stata rinvenuta in Thailandia e in Malaysia.